# 奥蒂尼
奥蒂尼（法語：Ottignies，法語發音：[ɔtiɲi] ⓘ）是比利时瓦隆布拉班特省奥蒂尼-新鲁汶的片区。奥蒂尼原为一独立市镇。20世纪70年代初，奥蒂尼东部建起一座为法语鲁汶天主教大学提供校址而开发的新城新鲁汶。1977年1月1日，奥蒂尼与市镇塞鲁-穆斯蒂和利姆莱特合并为市镇奥蒂尼-新鲁汶，奥蒂尼成为了奥蒂尼-新鲁汶的一个片区，而新鲁汶也被视作一个片区。

## 交通
- 奥蒂尼站